# سرهی لژانتسف
سرهی لژانتسف (اوکراینی: Сергій Борисович Леженцев؛ زادهٔ ۴ اوت ۱۹۷۱) بازیکن فوتبال اهل اوکراین است.
وی همچنین در تیم ملی فوتبال اوکراین بازی کرده‌است.